# En construcció
En construcció és una pel·lícula documental espanyola dirigida per José Luis Guerín l'any 2001. Ha estat doblada al català i emesa per TV3 al 3 de gener del 2004.

## Argument
La història tracta de la transformació del Barri Xino de Barcelona a través de la vida de diverses persones que transcorren en paral·lel: la d'un vell marí a la recerca d'habitació per aquest barri, la d'una jove prostituta i el seu xicot, i la d'uns treballadors marroquins obsessionats amb l'existència de Déu.

## Premis
- Premi Especial del Jurat al Festival Internacional de Cinema de Sant Sebastià de 2001.[2]
- Goya a la millor pel·lícula documental l'any 2001.[3]
- Premi Sant Jordi a la millor pel·lícula espanyola[4]
- Medalla del Cercle d'Escriptors Cinematogràfics a la millor pel·lícula.[5]